# Maison Chardot
La maison Chardot est un édifice situé dans la ville de Nancy, dans la Meurthe-et-Moselle en région Lorraine (Grand Est).

## Histoire
La villa Chardot, située au no 52 Cours Léopold à Nancy, est construite en 1906 par l’architecte Lucien Weissenburger pour Jules Chardot négociant en vins à Nancy.
Le décor sculpté de la façade provient du maître-verrier nancéien Jacques Grüber.

## Classement
La façade et la toiture ont une inscription au titre des monuments historiques par arrêté du 29 juillet 1976.